# 熱帶風暴浪卡 (2020年)
熱帶風暴浪卡（英語：Tropical Storm Nangka，國際編號：2016，聯合颱風警報中心：WP182020，菲律賓大氣地球物理和天文管理局：Nika）是2020年太平洋颱風季第16個被命名的風暴。「浪卡」（Nangka）一名由馬來西亞提供，意為菠蘿蜜。

## 發展過程
10月11日，一個熱帶擾動在菲律賓東南方海域生成，美國海軍研究實驗室給予擾動編號93W。下午1時30分，聯合颱風警報中心將其評級提升為「中」。下午2時，日本氣象廳將其升格為熱帶低氣壓，並對其發布烈風警報。同時，台灣中央氣象局將其升格為熱帶性低氣壓，給予編號TD18。中國國家氣象中心亦將其升格。下午5時，香港天文台將其升格為熱帶低氣壓。下午5时30分，聯合颱風警報中心將其評級提升為「高」，并對其发布热带气旋形成警报。
10月12日凌晨2時，聯合颱風警報中心將其升格為熱帶性低氣壓，給予熱帶氣旋編號18W。下午2時，日本氣象廳將其升格為熱帶風暴，給予國際編號2016，並命名「浪卡」。同時，聯合颱風警報中心亦跟隨將其升格。下午3時，香港天文台將其升格為熱帶風暴。
浪卡北面的副熱帶高壓強勁而深厚，浪卡沿副熱帶高壓南側向西到西北偏西橫過南海北部並移向海南，時速約20公里。在東風潮沿臺灣海峽南下疊加浪卡北面風場下，浪卡環流廣闊。香港天文台評估浪卡東北面時速超過61公里的風場範圍半徑達556公里；日本氣象廳評估浪卡東北面時速超過56公里的風場範圍半徑為500公里；中國國家氣象中心表示浪卡東北方向時速超過52公里的風場範圍半徑為350公里；聯合颱風警報中心表示浪卡東北面260公里仍有熱帶風暴風力，但臺灣中央氣象局表示浪卡時速超過52公里的風場範圍半徑僅達100公里。浪卡在垂直風切變較弱，水溫炎熱以及高空輻散良好的環境下稍為增強，中國國家氣象中心首先在13日早上11時15分把浪卡升為強熱帶風暴，澳門氣象局在中午12時亦作出此項升格，而衛星雲圖顯示浪卡的對流依然廣闊而鬆散。其後中國國家氣象中心宣佈浪卡於晚上7時20分在海南省琼海市沿海登陸，登陸時兩分鐘平均風速25每秒（90每小時）。10月14日凌晨，浪卡進入北部灣，強度有所減弱。其後中國國家氣象中心宣佈浪卡於14日下午6時20分在越南清化沿海再度登陸，登陸時兩分鐘平均風速18每秒（65每小時）。
10月14日下午5時，聯合颱風警報中心對其發布最後警告。晚上8時，日本氣象廳認為浪卡已減弱為熱帶低氣壓。晚上11时，国家气象中心停止對其編號。

## 影響

### 中國大陸
國家氣象中心發布之最高颱風預警信號： 颱風黃色預警信號

#### 海南
海南省氣象局發佈之最高颱風預警信號： 颱風橙色預警信號

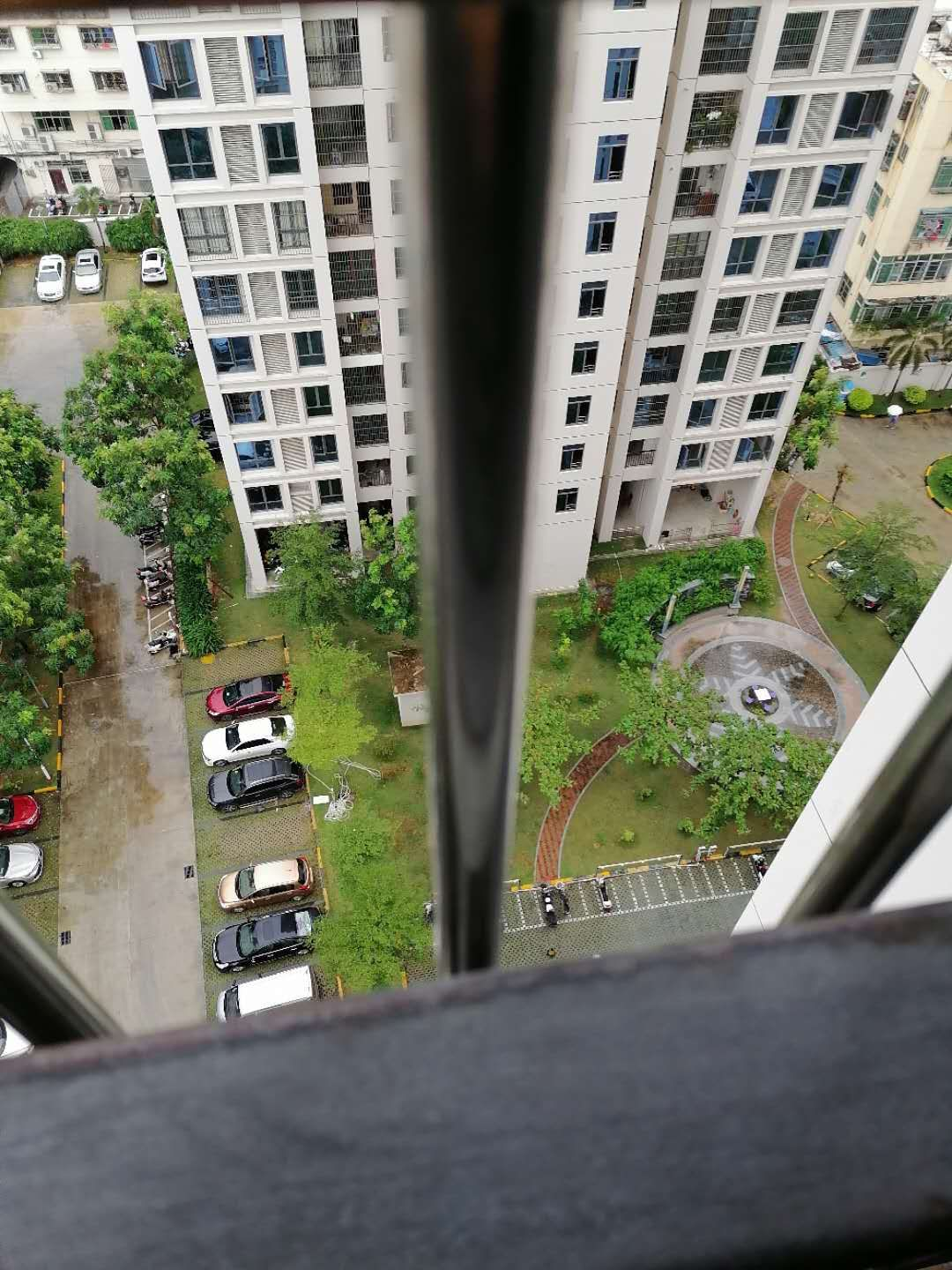
在13日早上，颱風在海南三亞天涯區的情景。

浪卡是2020年第一個登陸海南的颱風，海南省氣象局預計，浪卡將於13日傍晚到夜間在海南島文昌市到陵水一帶沿海地區登陸，登陸時為23～28米/秒，9～10級，隨後穿過海南島，經北部灣趨向越南北部沿海。海南省氣象局於10月12日12時30分變更颱風四級預警為颱風三級預警。10月12日，海南省長沈曉明在瓊海市檢查部署防風防汛工作，並乘船巡查萬泉河。海南省氣象局表示，受浪卡和冷空氣影響，13日白天到14日，海南省陸地和海上將有強風雨天氣。
三亞市旅遊和文化廣電體育局表示，由於受颱風影響，按照三亞市三防指揮部的要求，10月13日8時，三亞關閉所有景區。亞龍灣海底世界、蜈支洲島旅遊區、西島海洋文化旅遊區、大東海旅遊區4家涉海旅遊企業已於12日12時前停止營業，天涯海角旅遊區已於12日12時前停止出海娛樂表演。截至13日19時30分，三亞鳳凰國際機場取消航班93架次，其中進港50架次，出港43架次。10月12日，海口市菜籃子產業集團表示，為防禦颱風，做好颱風期間維穩價格工作，該集團已組織調運島內外儲備蔬菜960多噸，儲備蔬菜有馬鈴薯、洋白菜、蓮菜、生菜等30多個品種，以滿足市場需求。10月12日，海口海事局表示，13日白天瓊州海峽風力增大至陣風9級，13日3時起所有客滾船將停航。海口美蘭機場取消航班70架次，海南環島高鐵和海口市郊鐵路13日12點起全線停運，省線班車下午停運，全省2.1萬多艘漁船回港避風。
10月13日18時許，「順安66」輪運砂船在湛江徐闻县罗斗沙附近水域翻沉，船上10人遇險；南海救助局出動救援，兩人遇難三人失蹤。

#### 廣西
廣西壯族自治區氣象局發佈之最高颱風預警信號： 颱風藍色預警信號

#### 廣東
10月13日晚間，一艘貨輪於湛江徐闻罗斗沙附近水域翻沉，當時船上有10名船員。南海救助局指派南海救102前往搜救，成功救起6人，其中2人無生命跡象，其餘4名船員失蹤。

##### 湛江市
湛江市氣象台發佈之最高颱風預警信號： 颱風黃色預警信號

##### 廣州市
廣州市氣象台發佈之最高颱風預警信號： 颱風白色預警信號

##### 江門市
江門市氣象台發佈之最高颱風預警信號： 颱風藍色預警信號

##### 深圳市
深圳市氣象台發佈之最高颱風預警信號： 颱風藍色預警信號

##### 珠海市
珠海市氣象台發佈之最高颱風預警信號： 颱風藍色預警信號

##### 中山市
中山市氣象台發佈之最高颱風預警信號： 颱風藍色預警信號

### 香港
- 當地發出之最高熱帶氣旋警告信號： 八號東北烈風或暴風信號
- 最接近當地時間：2020年10月13日凌晨2時[25]
- 最接近當地位置：香港以南約440公里

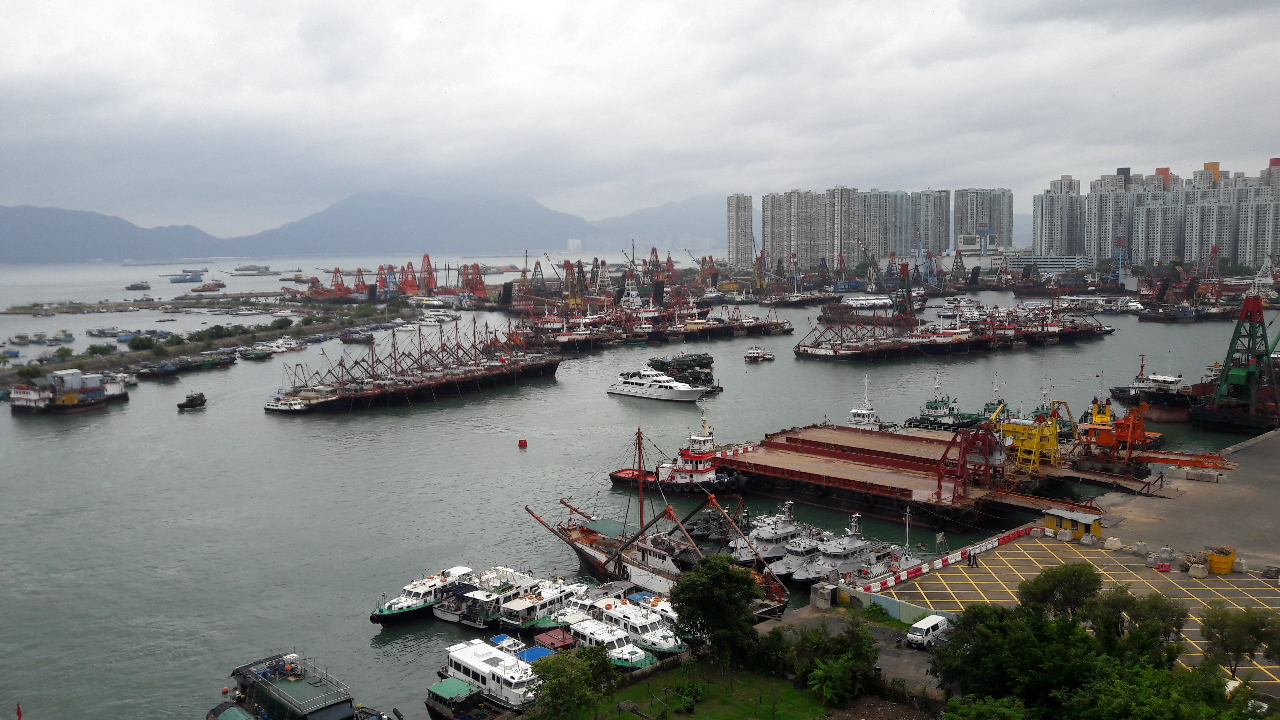
屯門三聖的風勢情景

香港天文台於10月11日晚上8時40分發出一號戒備信號，當時浪卡位於香港之東南約780公里，並表示浪卡翌日逐漸靠近華南沿岸，加上與一股東北季候風的共同影響，預期香港風勢會在翌日稍後逐漸增強，在12日下午至黃昏考慮發出三號信號。天文台在10月12日上午9時45分表示下午5時至晚上7時改發三號信號；隨後在下午4時45分表示即將發出三號信號。天文台在下午5時10分發出三號強風信號，當時浪卡位於香港之東南偏南約480公里，並指受浪卡及東北季候風共同影響，會視乎香港風勢情況，於10月13日日出前考慮發出八號信號。
天文台在10月13日凌晨3時40分發出「熱帶氣旋之特別報告」，宣布將於早上6時或之前發出八號信號。隨後在凌晨5時40分發出八號東北烈風或暴風信號，當時浪卡位於香港之西南偏南約450公里。由於浪卡在較早前已於凌晨2時最接近香港，在香港以南約440公里掠過，這標誌著浪卡打破2014年颱風海鷗的紀錄，一度成為自1957年以來風暴中心距離香港最遠的八號信號，亦是天文台歷史上首次針對位於香港400公里以外掠過的熱帶氣旋發出八號信號，但此紀錄已於翌年被熱帶風暴獅子山打破。天文台預料八號信號會在日間大部份時間維持。八號信號生效期間，香港普遍吹東北強風，離岸及高地吹烈風。由於天文台預計日間普遍地區可能受烈風影響，於是在上午10時45分表示下午4時前改發三號信號機會較低。天文台在下午1時45分指，與浪卡相關的雨帶可能會影響珠江口一帶，香港仍有一段時間會受烈風威脅，而隨著浪卡登陸海南島及有所減弱，並進一步遠離香港，香港風勢預計會逐漸減弱，會視乎香港的風力情況，在黃昏至晚上考慮改發三號信號。惟同時受東北季候風影響，浪卡外圍較強雨帶靠近珠江口時減弱，未能為香港普遍地區帶來烈風，天文台在下午4時45分表示下午6時至晚上8時考慮改發三號信號；隨後在下午5時45分表示在未來一兩小時內考慮改發三號信號；再於下午6時45分表示短期內考慮改發三號信號。最後天文台於晚上7時40分改發三號強風信號，當時浪卡集結在香港之西南約520公里。天文台表示在浪卡和東北季候風的共同影響下，香港晚上及翌日初時會繼續吹強風，離岸及高地亦間中吹烈風，預計三號信號會維持一段時間。不過改發三號信號後，香港風勢持續強勁，離岸仍然吹烈風。天文台在晚上10時45分表示，預計三號信號會維持數小時；隨後在10月14日凌晨1時45分表示，香港仍繼續受東北季候風的影響，當日會繼續吹強風一段時間，而初時離岸及高地亦間中吹烈風，短期內會考慮發出強烈季候風信號，以取代三號信號。隨著浪卡遠離香港，而東北季候風逐漸成為香港吹強風主導，天文台在凌晨2時40分直接取消所有熱帶氣旋警告信號，並同時發出強烈季候風信號，當時浪卡集結在香港之西南偏西約640公里。當日香港風勢仍然強勁，普遍地區吹偏東強風，離岸及高地吹烈風；直至晚上風勢才開始減弱，而離岸及高地仍然受偏東強風影響。隨著10月15日早上離岸及高地風勢逐漸緩和，天文台在上午10時15分取消強烈季候風信號。
浪卡吹襲期間，天文台測風網絡8個參考自動氣象站只有3個錄得強風，更完全沒有氣象站錄得烈風，八號信號完全不達標，三號信號亦欠1站才能達標。浪卡因此成為2007年採用8個參考站組成的測風網絡以來，第三個連三號信號亦不達標的八號信號，以及第三次8站完全沒有錄得烈風的八號信號。當中長洲僅以些微之差，未能錄得烈風，且此紀錄於取代八號信號的三號信號期間才錄得。風暴期間，長洲、西貢及機場最高10分鐘平均風速為每小時60、53及48公里。直至10月13日下午7時，當局收到17宗塌樹報告，且未有收到山泥傾瀉或水浸報告。
八號信號生效期間，市內風平浪靜，市民如常外出活動，當中酒樓更出現人龍，質疑天文台錯發八號信號。對於市民質疑於八號信號生效期間香港市區風力不強，香港天文台科學主任黎宏駿在天氣隨筆《浪卡「主攻」 x 季候風「助攻」》指出浪卡吹襲香港時香港同時受到東北季候風影響。在兩者的共同影響下，即使浪卡距離香港逾400公里，各大電腦預報均預測香港會受與浪卡雨帶相關的大風影響，加上在發出八號信號前，鄰近的橫瀾島及黃茅洲已持續出現烈風，天文台為保障市民安全，故有必要發出八號信號。在香港地下天文台Facebook專頁上，大多數網民及前台長林超英均支持天文台發出八號信號的決定，因為浪卡的北面環流與東北季候風匯合，疊加起來的風力形成一條烈風帶，而該烈風帶離市區只有10多公里，情況不容忽視。而離岸地區如長洲泳灘及青洲亦錄得烈風，可見香港確實受烈風影響。惟後來天文台助理台長陳栢緯於商台節目承認，他們預測工具有誤差，原先預計香港南部出現烈風，並預料大雨區會較接近香港，甚至覆蓋全港，基於安全考慮才發出八號信號，惟實際情況最終與預測不同。

### 澳門
- 當地發出之最高熱帶氣旋信號： 八號東北風球
- 當地發出之最高風暴潮警告：藍色風暴潮警告
- 最接近當地時間：2020年10月13日上午8時
- 最接近當地位置：澳門之西南偏南約410公里

澳門氣象局在10月11日晚上10時發出一號風球，當時浪卡集結在澳門東南約770公里。10月12日，氣象局在下午5時表示，將於晚上8時改發三號風球。氣象局在晚上8時發出三號風球，當時浪卡集結在澳門東南偏南約470公里，並表示三號風球將維持至翌日清晨。隨後氣象局在晚上11時表示翌日（13日）清晨將視乎情況改發八號風球；隨後在10月13日上午5時表示將在上午7時30分改發八號東北風球。同時民防行動中心於上午5時宣佈由上午7時30分即改發八號風球起進入即時預防狀態。氣象局在上午7時30分發出八號東北風球，當時浪卡集結在澳門以南約420公里，並表示八號東北風球將在上午維持，隨後在上午11時表示八號東北風球將在日間維持。由於微信內瘋傳一則澳門日報發佈晚上8時改掛三號風球，氣象局下午3時15分發佈「特別信息」澄清網上謠言，指未有改發三號風球的具體時間，期後被證實該則貼文是12日發佈風暴消息。隨後氣象局在近下午5時宣佈將於晚上7時改發三號風球。民防中心同時宣佈於晚上7時起終止即時預防狀態。氣象局在晚上7時改發三號風球，當時浪卡集結在澳門西南約500公里，並預料三號風球將維持一段時間。但是，氣象局改發三號風球後，三條大橋風力不跌反升，持續錄得超過每小時50公里的十分鐘平均風速，更一度直逼烈風。因應浪卡遠離澳門，且逐漸轉受東北季候風影響，氣象局在10月14日清晨5時取消所有熱帶氣旋警告信號，並同時發出強烈季候風信號，當時浪卡集結在澳門西南偏西約600公里。氣象局直至10月15日上午10時取消強烈季候風信號。

#### 風力僅有強風程度
風暴期間，澳門錄得最高風力站點位於友誼大橋（南峰），在晚上8時42分錄得十分鐘平均風力每小時61.6公里。對於最大風力只有7級，氣象局解釋強烈熱帶風暴浪卡有典型南海秋颱的特徵，其生成於南海東北部，雖然強度不大，環流結構較鬆散，且與澳門距離超過400公里，但在其與秋季常見的東北季候風的共伴效應下，其東南氣流與東北季候風在珠江口沿岸一帶匯合，形成持續的烈風區。
由港珠澳氣象監測數據可見，與澳門僅有數十公里之隔的珠海市桂山島，13日日間持續錄得超過八號風球的風力（每小時63公里）。因此浪卡在13日間對澳門存在一定威脅，基於預測及對公眾安全的考量，澳門八號東北風球共維持接近12小時，一度是自1970年以來熱帶氣旋距離澳門最遠的八號風球，但紀錄僅維持一年後便被熱帶風暴獅子山所打破。
氣象局總結應對浪卡工作，認為較大的挑戰是秋颱加上東北季風共伴效應產生的不確定性，氣象局未來將提升相關技術，並檢視整個工作過程。

#### 市面狀況
颱風期間，澳門市內公共交通幾乎停頓，澳門所有公共巴士路線由上午7時10分起陸續開出尾班車暫停服務至晚上7時改發三號風球後恢復，在公共巴士服務暫停後一度仍有大批乘客於部分站點等候巴士。澳門輕軌於上午7時起暫停服務至當天晚上7時30分，電召的士服務於上午7時30分起暫停服務到晚上7時起逐步恢復。普通的士成為颱風期間唯一交通工具，關閘和澳門國際機場的士站在八號風球期間有大批旅客等候的士，最長達1小時。市內道路交通方面，20個位處低窪地區地下公共停車場於上午8時30分關閉至改發三號風球後(即晚上7時)重開，三條往返澳門和氹仔跨海大橋及蓮花大橋於上午9時至晚上7時封閉，西灣大橋下層車道於上午8時30分開啟至晚上7時關閉。跨境口岸通關及陸路跨境交通方面，因蓮花大橋封閉，橫琴口岸澳門口岸區一度暫停通關。因港澳發出八號熱帶氣旋警告信號，港珠澳大橋穿梭巴士服務全日暫停。海上客運航線方面，澳門外港客運碼頭往返深圳蛇口、澳門氹仔客運碼頭往返深圳蛇口航線及澳門內港客運碼頭往返珠海灣仔口岸航線停航於10月13日全日停航。航空交通方面，澳門國際機場共有16班航班延誤或取消。

#### 影響
截至10月13日傍晚6時，民防行動中心求助熱線共接獲32宗查詢，內容涉及通關、交通及關於核酸檢測等查詢；同時，民防中心共錄13宗事故報告。社會工作局4間避險中心 (包括青洲避風中心、澳門工人體育場、氹仔及路環社會工作中心、澳門保安部隊高等學校）共有27人次使用。八號風球發出期間，鏡湖醫院通報1名女士因颱風引致輕傷，經治理後已自行出院。
凌晨2時許，科學館對開海面有貨船擱淺。海關了解後，船上11名船員均沒受傷，船隻亦沒即時危險，海關派出3艘拖輪到場協助擱淺貨船拖離脫淺，但由於潮退，船隻暫時未能離開現場。在海況條件較穩定下，派出巡邏船艇及關員登船，慰問船員及送補給品，並提醒船員做好防風措施。

#### 風暴潮
氣象局在10月12日上午11時30分發出藍色風暴潮警告，並預計10月13日上午4時至上午9時低窪地區出現0.5米以下水浸。在10月13日上午4時至9時期間，內港近十六浦一帶曾經最高出現0.4米左右水浸。到10月13日上午10時，氣象局取消所有風暴潮警告信號。

### 越南
越南中央水文氣象預報中心於10月14日表示，「浪卡」減弱為熱帶低氣壓後，預料會以每小時約20公里的速度向越南北部移動，並于同日下午至晚上在太平省和義安省登陸。

## 熱帶氣旋警告使用紀錄

### 中國大陸
| 国家气象中心 颱風預警信號 | 国家气象中心 颱風預警信號 | 国家气象中心 颱風預警信號 |
| ------------------------- | ------------------------- | ------------------------- |
| 上一熱帶氣旋              | 颱風藍色預警信號          | 下一熱帶氣旋              |
| 強熱帶風暴红霞            | 颱風藍色預警信號          | 颱風沙德爾                |
| 強颱風巴威                | 颱風黃色預警信號          | 颱風沙德爾                |

### 香港
| 香港天文台 熱帶氣旋警告信號 | 香港天文台 熱帶氣旋警告信號 | 香港天文台 熱帶氣旋警告信號 |
| --------------------------- | --------------------------- | --------------------------- |
| 上一熱帶氣旋                | 一號戒備信號                | 下一熱帶氣旋                |
| 颱風海高斯                  | 一號戒備信號                | 颱風沙德爾                  |
| 颱風海高斯                  | 三號強風信號                | 颱風沙德爾                  |
| 颱風海高斯                  | 八號東北烈風或暴風信號      | 颱風圓規                    |
| 颱風海高斯                  | 八號烈風或暴風信號          | 熱帶風暴獅子山              |

### 澳門
| 澳門地球物理暨氣象局 熱帶氣旋信號 | 澳門地球物理暨氣象局 熱帶氣旋信號 | 澳門地球物理暨氣象局 熱帶氣旋信號 |
| --------------------------------- | --------------------------------- | --------------------------------- |
| 上一熱帶氣旋                      | 一號風球                          | 下一熱帶氣旋                      |
| 颱風海高斯                        | 一號風球                          | 颱風沙德爾                        |
| 颱風海高斯                        | 三號風球                          | 颱風沙德爾                        |
| 颱風海高斯                        | 八號東北風球                      | 颱風圓規                          |
| 颱風海高斯                        | 八號風球                          | 熱帶風暴獅子山                    |

| 首次 | 澳門即時預防狀態 2020-10-13 07:30－19:00 | 下一次 原因：2019冠狀病毒病聚集性疫情（8月） （2021年8月3日至10日） |

## 外部連結
| 太平洋颱風季             |
| 主題頁 - 專題 - 編輯指南 |

- 日本氣象廳首頁（页面存档备份，存于）（日語）
- 聯合颱風警報中心首頁（页面存档备份，存于）（英文）
- 中國國家氣象中心首頁（页面存档备份，存于）（简体中文）
- 臺灣中央氣象局首頁（页面存档备份，存于）（繁體中文）
- 香港天文台首頁（页面存档备份，存于）（繁體中文）
- 澳門地球物理暨氣象局首頁（页面存档备份，存于）（繁體中文）
- 菲律賓大氣地球物理和天文管理局 惡劣天氣公告（页面存档备份，存于）（英文）
- 泰國氣象局首頁（页面存档备份，存于）（泰文）